# 返聘
返聘，也称退休返聘、退休人员返聘，是一种中华人民共和国特殊的劳务关系，指用人单位中的受雇佣者已经到达或超过法定退休年龄，从用人单位退休，再通过与原用人单位或者其他用人单位订立合同契约，继续作为人力资源存续的行为或状态。在工伤保险、劳务解除等问题上存在隐患。